# KAIST
KAIST (на корейски: 한국과학기술원; на английски: Korea Advanced Institute of Science and Technology) е изследователски институт в Южна Корея.

## История
Създаден е през 1971 г. под името KAIS. През 1981 г. се слива с KIST и образува KAIST, който през 1989 г. се отделя от KIST, но запазва името си. През годините претърпява сливания и други промени, а в 2009 г. Университетът по информация и комуникации е интегриран към него.
Към 2025 г. управителният орган е управителнен съвет. От юридическа гледна точка KAIST не е университет под ръководството на Министерството на образованието, а „финансиран от правителството изследователски институт с програми за придобиване на степени“ под ръководството на Министерството на науката и ИКТ.